# Linguizzetta
Linguizzetta é uma comuna francesa na região administrativa de Córsega, no departamento da Alta Córsega. Estende-se por uma área de 64,79 km². 